# Vranjak Žumberački
Vranjak Žumberački je naseljeno mjesto u Republici Hrvatskoj u Zagrebačkoj županiji. 

## Zemljopis
Administrativno je u sastavu općine Krašić. Naselje se proteže na površini od 3,83 km².

## Stanovništvo
Prema popisu stanovništva iz 2001. godine u Vranjku Žumberačkom živi 5 stanovnika i to u 1 kućanstvu. Gustoća naseljenosti iznosi 1,31 st./km².
| broj stanovnika | 38    | 59    | 67    | 61    | 48    | 58    | 51    | 54    | 33    | 24    | 28    | 22    | 18    | 9     | 5     | 3     |       |
|                 | 1857. | 1869. | 1880. | 1890. | 1900. | 1910. | 1921. | 1931. | 1948. | 1953. | 1961. | 1971. | 1981. | 1991. | 2001. | 2011. | 2021. |